# Flygsäkerhet

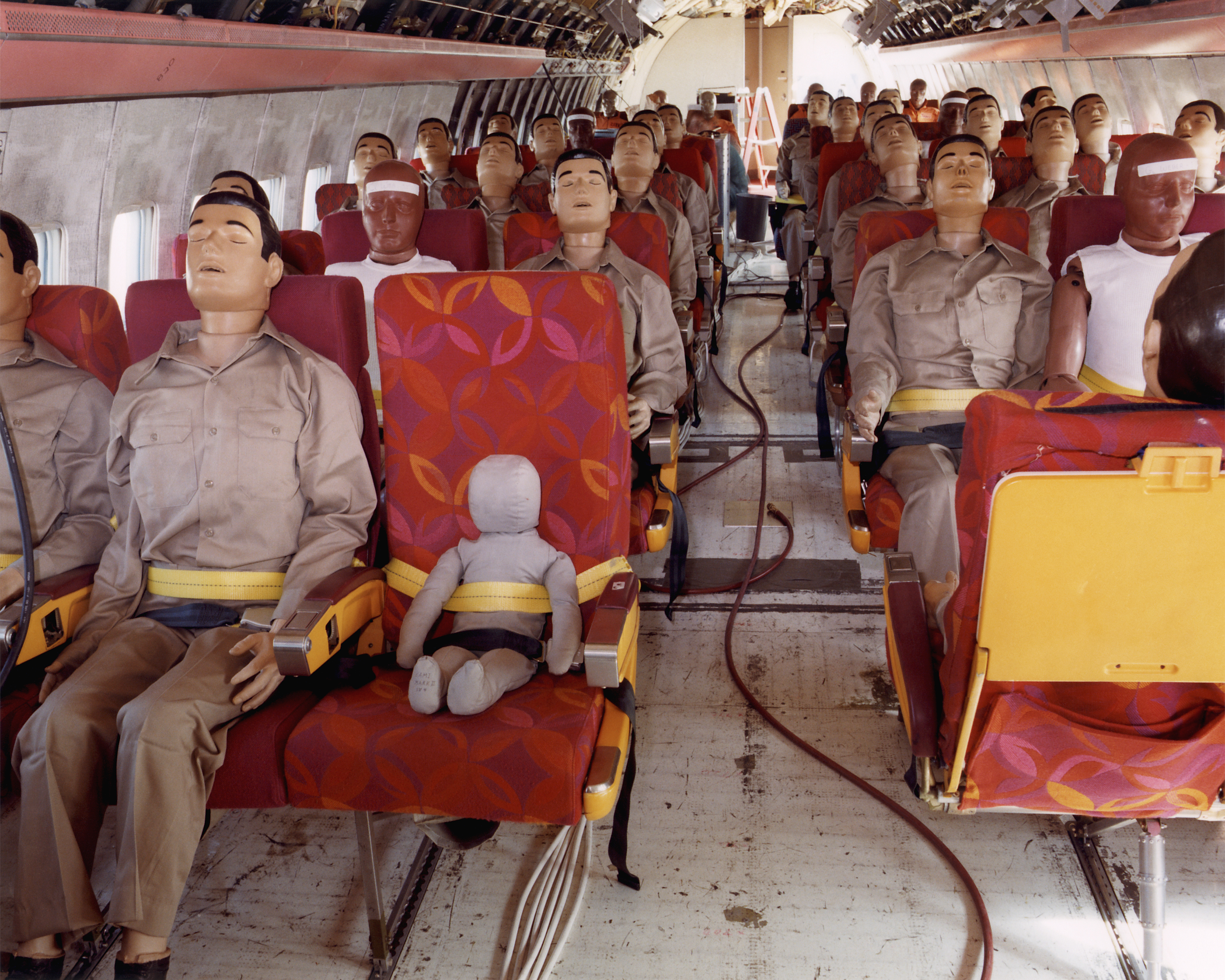
Krockdockor i en Boeing 720 för att testa och utveckla flygsäkerheten.

Flygsäkerhet avser säkerhet hos flygning i olika former. Det är ett honnörsord, liksom ordet säkerhet i allmänhet, för en verksamhet som inte kan erbjuda "full säkerhet" – med andra ord är flygning inte helt ofarligt. På samma sätt talar man om trafiksäkerhet, patientsäkerhet inom sjukvården och reaktorsäkerhet. I politiska sammanhang eller i en försäljningssituation talar man således hellre om hög eller förbättrad säkerhet än om små eller minskade risker, som bättre beskriver vad uttrycket säkerhet egentligen handlar om. Det anses ge mera positiva associationer hos mottagaren. Med hög säkerhet avses således låg risk för till exempel personskador, egendomsskador, ekonomiska skador eller vad det kan röra sig om.
Flygsäkerhet, liksom säkerheten med andra transportmedel anges statistiskt normalt med referens till dess motsatser, vanligen inträffade haverier (eller förväntade vid prognoser).
Graden av flygsäkerhet kan även vara underförstådd genom de krav som ställs på till exempel ett luftfartyg eller en verksamhet inom flygbranschen. De  byggnadskrav som ställs på ett tungt flygplan för passagerartransport är således betydligt högre än de byggnadskrav som ställs på ett lätt flygplan, som i princip motsvarar en privatbil i användning. De operativa krav som ställs på ett kommersiellt flygbolag är likaså betydligt högre än de som ställs på en privatflygare.
Begreppet flygsäkerhet (eng. air safety eller flight safety) handlar huvudsakligen om flygets egen inneboende säkerhet. Bestämmelser och verksamhet som syftar till att förhindra kriminella och olagliga handlingar riktade mot det civila flyget faller under begreppet luftfartsskydd (eng. air security eller airport security). I statistiska sammanhang behandlas dock oftast haverier som beror på kriminella eller olagliga handlingar tillsammans med övriga haverier, vanligen med upplysande fotnoter.

## Flygsäkerhetsarbete
“Att flyga är potentiellt mycket riskfyllt. Det är därför som det är så säkert att flyga.” Så kan man uttrycka det en aning motsägelsefullt. På grund av de många haverier som hände i flygets barndom och ungdom har flygsäkerhetsarbete från början haft högsta prioritet och har det alltjämt. Detta har gjort att det civila passagerarflyget har utvecklats från en mycket riskfylld mindre verksamhet till ett av de säkraste masstransportmedlen, kanske det allra säkraste.
Allt flygsäkerhetsarbete, inte bara inom det civila passagerarflyget, går ut på att antingen minska eller eliminera sannolikheterna för de fel eller misstag som leder till haverier eller att minska haveriernas konsekvens, eller båda. Modernt civilt flygsäkerhetsarbete bedrivs på olika nivåer:
- internationellt (inom framför allt ICAO, EASA, JAA, Flight Safety Foundation)
- på nationell myndighetsnivå (i Sverige Transportstyrelsen och Statens haverikommission, se även CAA)
- av aktörerna, dvs tillverkarna, flygföretagen, underhållsinstanserna, utbildningsinstanserna, flygplatserna, flygtrafikledningen, flygklubbarna och fackföreningarna.

## Flygsäkerhetsmyndigheter
Den svenska flygsäkerhetsmyndigheten för civil luftfart är Transportstyrelsen, som har regeringens uppdrag att verka för en hög civil flygsäkerhet (dvs få haverier av allvarlig art) i Sverige och med svenska luftfartyg över hela världen. Som underlag för flygsäkerhetsarbetet används ofta vissa flygsäkerhetsmått för att kunna relatera till andra nationers flygsäkerhet, andra verksamheter och tidigare år.
Andra länder har också sin egen flygsäkerhetsmyndighet, se Civil Aviation Authority. I Europa finns dessutom flygsäkerhetsmyndigheten Europeiska byrån för luftfartssäkerhet, EASA, som är överordnad de nationella myndigheterna.

## Flygsäkerhetsmått
Vanliga vedertagna flygsäkerhetsmått är följande:
- Antal haverier (med eller utan omkomna) per ett visst antal flygtimmar, normalt för en viss art av flygning (privatflygning, kommersiell passagerarflygning, kommersiell helikopterflygning, etc)
- Antal haverier (med eller utan omkomna) per ett visst antal flygningar (i övrigt samma som ovan)
- Antal omkomna eller skadade per ett visst antal passagerarkilometer (kommersiell passagerarflygning)

För svensk statistik, se nästa avsnitt.
Dessa mått används framför allt i flygsäkerhetsarbetet när man skall jämföra olika år, arter av flygning, etc och där antalet haverier eller skadade ibland är noll periodvis. Mera begripliga för icke-specialister är de inverterade värdena av ovanstående flygsäkerhetsmått, vilket förutsätter att antal haverier, omkomna eller skadade inte är noll, dvs
- Antalet flygningar (flygtimmar) per haveri med omkomna eller oavsett skadornas allvarlighetsgrad
- Antalet passagerarkilometer per omkommen eller skadad

Antalet omkomna per ett visst antal flygtimmar (alt flygning eller flygsträcka; eller inversen) är däremot ett föga relevant flygsäkerhetsmått, eftersom det inte tar hänsyn till vilket transportarbete som utförts under dessa flygtimmar, vilket är väsentligt. Det skulle premiera flygplan med få passagerarsäten på bekostnad av större (och som är lika säkra per flygtimme, flygning eller flygsträcka) eller flygningar med få ombord i förhållande till antalet passagerarsäten. För den resande (och samhället) är det väsentligare att få en uppfattning om hur många flygtimmar eller flygningar det går på varje haveri (med eller utan omkomna) i genomsnitt, eller hur långt hon statistiskt kan transporteras innan hon blir skadad eller omkommer.

## Sannolikheten att omkomma i en flygolycka
Ungefär två miljoner flygningar per haveri med omkomna har flugits med tunga passagerarflygplan i modern tid. Man kan därför räkna med att sannolikheten för att omkomma under en individuell flygning i framtiden med ett sådant flygplan är väsentligt mindre än en på två miljoner, statistiskt sett. Dels sker en ständig säkerhetsförbättring, dels omkommer inte nödvändigtvis alla vid ett haveri med omkomna, ibland bara en enda eller några få. En vanlig missuppfattning (eller snarare vidskepelse) är att ju mer man flugit tidigare desto större är sannolikheten för att vara med om ett haveri i framtiden. Så är inte fallet. Däremot om man tittar framåt så är sannolikheten dubbelt så stor (fast ändå väldigt liten) att omkomma i en flygolycka under ett år om man planerar att flyga tio flygningar jämfört med fem. Men efter varje genomförd lyckad flygning kan man ta bort den ur en eventuell sannolikhetsbedömning och bara ta hänsyn till de kommande flygningarna.
Inom de flesta grenarna av privatflyget är sannolikheten för haveri med dödlig utgång högre. Där förekommer ungefär ett sådant haveri per 50000 flygtimmar, se säkerhetsutvecklingen för civil luftfart i Sverige 1995 - 2004, fig 12. Huvuddelen av privatflyget sker med lätta enmotoriga propellerdrivna flygplan, ofta inom flygklubbar.